# Galant

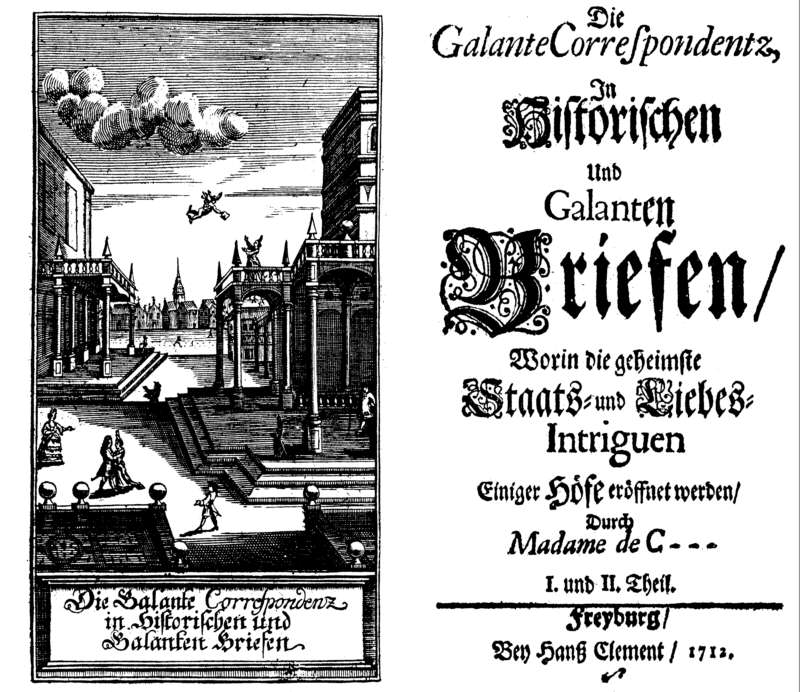
Zwischen Roman und offener Chronique Scandaleuse: Anne-Marguerite Petit DuNoyer: Die galante Correspondentz, 1–2; Freyburg, H. Clement, 1712

Als galant wird im alltäglichen deutschen Sprachgebrauch das zuvorkommende Verhalten eines Mannes gegenüber einer Frau bezeichnet. In den 1920ern und 1930ern war hiermit noch klarer ein männliches Verhalten bezeichnet, das Frauen für sich einnimmt. Das Galante ist jenseits dieses Sprachgebrauchs ein in der zweiten Hälfte des 17. Jahrhunderts in Europa aufgekommenes Mode- und Stilideal – eng verknüpft mit einer gleichzeitigen Mode alles Europäischen, die unter dem Dach gemeinsamen Geschmacks an der Vielfalt vor allem französische Kultur internationalisierte. Es gehörte zum Galanten in diesem zweiten Sinn, dass es sich selbst jeder pedantischen Bestimmung entziehen sollte, mit Geschmack erkannt wurde, nicht mit Regeln zu fassen war: Das „gewisse Etwas“, das „Je ne sais quoi (weiß nicht was)“, das einen Menschen oder eine Sache anziehend machte, wurde Quintessenz, eine neue Natürlichkeit und Freiheit, insbesondere im Umgang der Geschlechter miteinander. Christian Thomasius spricht in dieser Form der Definitionsverweigerung und des Interesses am zu erzielenden Effekt über das Galante:

„Aber a propos was ist galant und ein galanter Mensch? Dieses dürffte uns in Wahrheit mehr zuthun machen als alles vorige, zumahl da dieses Wort bey uns Teutschen so gemein und so sehr gemißbrauchet worden, daß es von Hund und Katzen, von Pantoffeln, von Tisch und Bäncken, von Feder und Dinten, und ich weiß endlich nicht, ob nicht auch von Aepffel und Birn zum öftern gesagt wird. So scheinet auch als wenn die Frantzosen selbst nicht einig wären, worinn eigentlich die wahrhafftige Galanterie bestehe. Mademoiselle Scudery beschreibet dieselbe […] als wenn es eine verborgene natürliche Eigenschaffte wäre, durch welche man gleichsam wider Willen gezwungen würde einem Menschen günstig und gewogen zu seyn, bey welcher Beschaffenheit denn die Galanterie und das je ne sçay quoy […] einerley wären. Ich aber halte meines Bedünckens davor, daß […] es etwas gemischtes sey, so aus dem je ne sçay quoy, aus der guten Art, etwas zu thun, aus der Manier zu leben, so am Hofe gebräuchlich ist, auß Verstand, Gelehrsamkeit, einem guten Judicio, Hoflichkeit, und Freudigkeit zusammen gesetzet werde.“

Die Gegner des Galanten sprechen früh von moralischer Leichtfertigkeit, Verantwortungslosigkeit wird dem Verhaltensideal noch im 17. Jahrhundert nachgesagt, ohne dass sich dabei eine neue Mode vergleichbar auf einen Begriff bringen lässt. Erst die sensibilité, die Empfindsamkeit, die Mode der sensibility, der tenderness, der Zärtlichkeit schafft Mitte des 18. Jahrhunderts eine Gegenposition.
Zum Galanten gehören neben der Galante Conduite, dem spezifisch galanten Verhalten, ein eigener Stil in den belles lettres (das französische Etikett für den eleganten Markt der Wissengegenstände, das heute noch mit dem deutschen Wort „Belletristik“ fortlebt, wird im frühen 18. Jahrhundert selbst zumeist mit „galante Wissenschaften“ übersetzt), galante Poesie, galante Romane, eine Kunst galanter Konversation und galante Musik. Die Stilsetzungen in den verschiedenen Gebieten wurden zum Teil im Verlauf des 18. und 19. Jahrhunderts modifiziert. Insbesondere die galante Musik erfuhr dabei eine begriffliche Verlagerung. Musik des frühen 18. Jahrhunderts, die in ihrer Zeit für „galant“ erachtet wurde, wird heute zum überwiegenden Teil dem Barock zugeordnet. Die Musikkritik verengte den Begriff auf einen Übergangsstil des mittleren 18. Jahrhunderts, der das Galante neu bewertete.

## Etymologie
Das Wort galant ist älter als die Mode des Galanten, die unter Anhängern eines verfeinerten Verhaltens im 17. Jahrhundert aufkommt. Galant war ursprünglich Partizip Präsens des mittelfranzösischen Verbs galer und stand dabei für Vergnügungssuche junger Männer. In dieser Bedeutung findet man es noch 1460 etwa bei François Villon. Ende des 16. Jahrhunderts ist das Verb ausgestorben. Allein das Adjektiv „galant“ überlebt. So trägt König Heinrich IV. wegen seiner zahlreichen Liebesaffären den Beinamen le vert galant (der grüne, d. h. gut im Saft stehende Galan). Substantivierungen kommen hinzu: Galanterie für den Umgang mit dem anderen Geschlecht, ab dem späten 17. Jahrhundert in erweiterter Bedeutung für eine kleine Annehmlichkeit, etwa ein kurzes Tanzstück in einer musikalischen Suite sowie spezielle Konsumgüter, Galanteriewaren, sowie Galan, seit dem 19. Jahrhundert eher abschätzig für geheimer Liebhaber.

## Politische Rahmenbedingungen

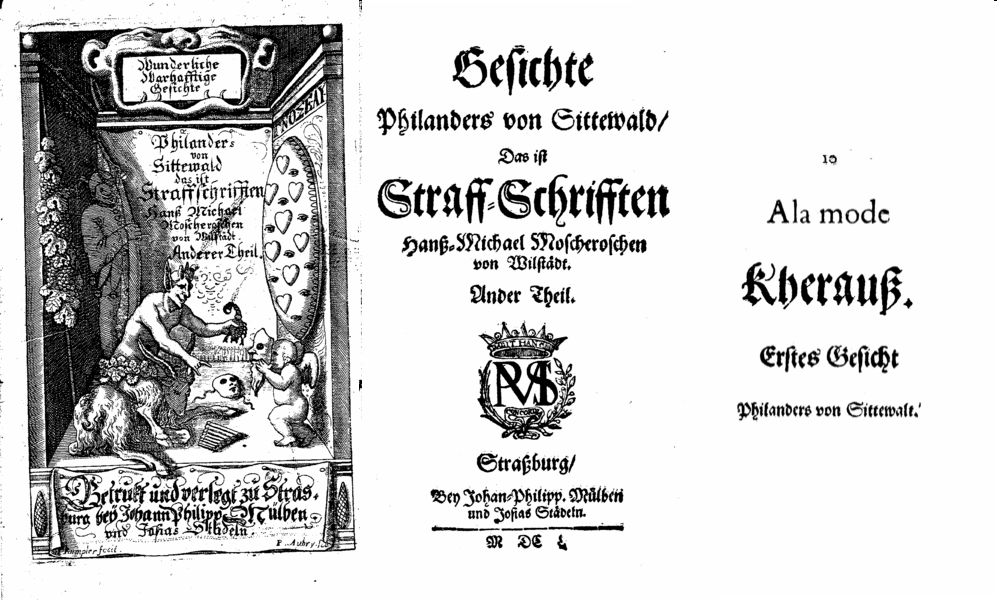
Johann Michael Moscherosch, Teil 2 seiner Gesichte (1650) mit dem „Ala mode Kherauß“, typisches Plädoyer des mittleren 17. Jahrhunderts gegen Nachahmung der Franzosen

Französische Moden gewannen seit dem Mittelalter Einfluss in weiten Teilen Europas – in der Minnelyrik wie in der Hofkultur, die Frankreich wiederholt exportierte. Mit dem 17. Jahrhundert zeigten sich eher Tendenzen, nationale Identitäten aufzubauen. Frankreich selbst konkurrierte als Anbieter von Moden mit Italien, Spanien und Portugal. Italien gewann über die katholische Gegenreformation Rang mit einem italienischen Stil der Musik und der Architektur. Spanien bestimmte höfisches Zeremoniell, nachdem die iberische Halbinsel mit der Ausbeutung Lateinamerikas Bedeutung gewonnen hatte. Auf dem Gebiet der belletristischen Produktion gaben die Romane Spaniens und Portugals im 16. Jahrhundert und noch im frühen 17. Jahrhundert den Ton an. In den Niederlanden, England, Schweden, Russland sowie den deutschsprachigen Gebieten, die im Lauf des 17. und 18. Jahrhunderts an Bedeutung gewannen, fiel das offene Bekenntnis zu Frankreichs Moden bis in die Mitte des 17. Jahrhunderts gebrochen aus. England befand sich zwischen 1640 und 1660 im Bürgerkrieg. Der englische Hof ging nach Frankreich ins Exil. Frankreich wurde im Gegenzug in England von den Anhängern der Revolution als Bedrohung wahrgenommen, während Teile der Aristokratie sich einen Theater- und Musikbetrieb europäischen Standards zurückwünschten – Frankreich stand für ihn. Die deutschsprachigen Gebiete waren zwischen 1618 und 1648 vom Dreißigjährigen Krieg betroffen. Deutsche Intellektuelle plädierten bis in die 1670er hinein für eine Besinnung auf angeblich alte deutsche Werte und gegen jeden weiteren Einfluss Europas. Eine nationale Selbstbesinnung wurde von den deutschen Sprachgesellschaften bis in die 1680er gefordert und schuf eine Gegenkultur, in der das Bekenntnis zu Frankreichs Moden attraktiv wurde, aber nicht deutlicher artikuliert werden konnte. Die mitteleuropäischen Kriege berührten Skandinavien und die osteuropäischen Staaten: Schweden direkt als Teilnehmer des Dreißigjährigen Kriegs, das heutige Polen als Teil des baltischen Raums, der in das Kriegsgeschehen hineingezogen wurde. Hier orientierte sich der Adel an internationaler Kultur in einer deutlichen Absetzung von der Volkskultur.

### Aufschwung französischer Moden in den 1660ern
Zwischen 1660 und 1690 veränderte sich die politische Lage in Europa zugunsten französischen kulturellen Einflusses: Frankreich wurde zur europäischen Großmacht, die in einer Kette internationaler Konflikte Machtansprüche geltend machte und dabei sowohl mit offizieller Propaganda wie mit international vermarkteter Regimekritik französischer Autoren europäische Öffentlichkeit gewann.
1660 endete der englische Bürgerkrieg. Karl II. kehrte nach London zurück. Französische Hofkultur wurde damit in London Mode; die Stadt selbst entwickelte ein kommerzielles Kulturleben mit festem Angebot an Theater- und Musikaufführungen. Karl II. etablierte in Konfrontationen mit der städtischen Moral sich (und seine Maitressen) im öffentlichen Leben in einer Selbstinszenierung, die in den 1670ern die Zeichen galanter Conduite trug.
Mit Frankreichs Angriffen auf die Spanischen Niederlande und die Republik der Vereinigten Niederlande (das heutige Belgien und die heutigen Niederlande) gewann Ludwig XIV. Bedeutung als Aggressor. Ein Streben nach der „Universalmonarchie“ wurde ihm in Europa nachgesagt. Der zentralistische Absolutismus der von ihm ausgehenden Machtdoktrin fand gleichzeitig überall in Europa Anerkennung als zukunftsweisendes Modell staatlicher Organisation.
Die Verschärfung der Pressezensur in Frankreich führte in den 1660ern zu einer Umstrukturierung der französischen Presselandschaft. Regimekritik verlagerte sich auf den internationalen Markt. Niederländische Drucker sowie exilierte Franzosen, die in Amsterdam, Den Haag und Rotterdam Verlage aufmachten, brachten außerhalb Frankreichs heraus, was sich im Land nicht mehr sicher drucken ließ. Sie brachten zudem in Nachdrucken weitgehend alle modischen Titel auf den Markt, die gegenwärtig in Paris, Lyon und den verbleibenden wichtigen Städten des französischen Buchmarkts erschienen, und europäisierten so die französischsprachige Produktion.

Statistik der deutschen Produktion unter dem Verlagspseudonym Pierre Marteau.

Das Ergebnis war in den 1660er und 1670ern ein doppelt attraktives kulturelles Angebot von französischsprachiger Regimekritik und französischer Propaganda, das Moden verbreitete und Widerstand gegen sie ausräumte. Frankreich exportierte höfische Kultur (Hof = court, s. a. Courtoisie) sichtbar in der Architektur höfischer Anlagen, für die Versailles das Vorbild gab. Frankreich exportierte gleichzeitig eine Exilpresse, die in ganz Europa als modern, skandalös und unvergleichlich kritisch wahrgenommen wurde.
Im skandalösen Ausschnitt lässt sich diese Buchproduktion in ihren Phasen mit den Titeln nachverfolgen, die ab 1660 dem angeblich von Köln aus agierenden Verleger Pierre Marteau untergeschoben erscheinen. In den Niederlanden zu suchende Verleger etablierten das Pseudonym im politischen Scherz, bevor in den 1680ern auch deutsche Verleger Ware dem angeblich in Köln druckenden Exilverleger und seinen Söhnen zuschreiben. Deutlich weist die deutschsprachige Produktion Marteaus die Rahmendaten 1689 und 1721 aus, die die Kernphase regimekritischer internationaler französischer Publizistik markieren. 1689, 1704 und 1714 sind dabei die Jahre großer Produktion unter dem Eindruck der politischen und militärischen Ereignisse.

### Große Allianz und Europamode 1689–1721

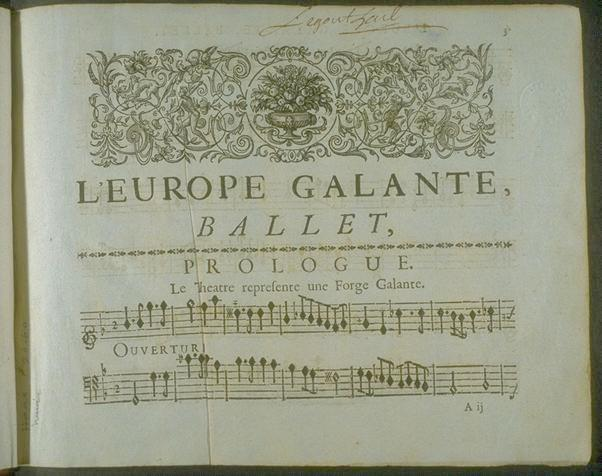
André Campra: L’Europe galante. 2. Auflage. (1698)

Die Jahre 1689–1721 werden zu Jahren einer eigenen Europamode. Das ist entscheidend das Verdienst der französische Exilpresse der Niederlande, die zwischen 1689 und 1710 die „Große Allianz“ gegen Frankreich europaweit stärkt und ein Interesse an Europa bis in die beginnenden 1720er, die Spätphase des Großen Nordischen Kriegs, wachhält. Frankreichs regimekritische Intellektuelle bauen hier auf Rückhalt beim europäischen Publikum. Dieses verteidigt mit seiner Sympathie Freiheit in Frankreich. Ludwig XIV. nutzt dieselbe internationale Presse und dasselbe proeuropäische Sentiment, um seine eigene Politik in Europa zu vermarkten. Die Vielfalt europäischer Moden wird in Werken Frankreichs gefeiert und zum Erfolgsartikel auf Europas Markt. Europa abonniert diesen Markt, der kritischer ist als jeder andere, und der es gleichzeitig ermöglicht, sich zu französischen Moden zu bekennen, ohne in den Verdacht mangelnden Patriotismus zu geraten. Man unterstützt mit der Liebe zu den französischen Autoren durchaus nicht Frankreichs Regime.

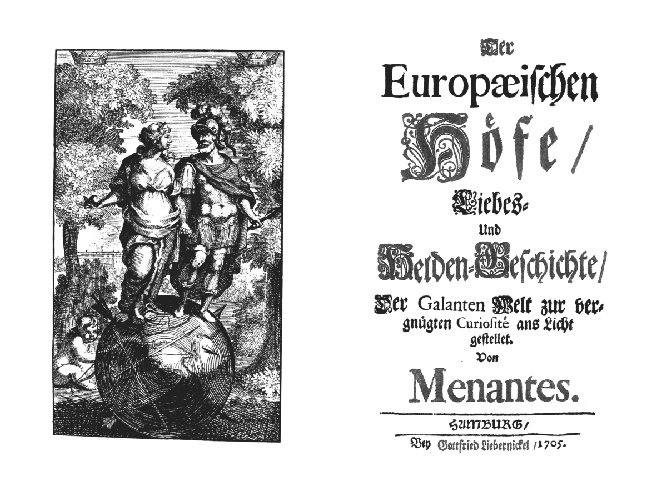
Der Europäischen Höfe Liebes- und Helden-Geschichte […] von Menantes, 1705.

Die politischen und militärischen Auseinandersetzungen der nächsten 30 Jahre bieten die Ereignisse, auf die die neue gesamteuropäische Berichterstattung mit ihrer Mode eines europäischen zivilisatorischen und von Geschmack getragenen Konsenses bei allem Dissens zugeschnitten ist. 1683 werden die Türken vor Wien geschlagen. Die schrittweise Vertreibung der Türken aus Südosteuropa erstreckt sich über die nächsten drei Jahrzehnte. Frankreich erweist sich an der Türkei als möglichem Allianzpartner interessiert. Schwedens Karl XII. begibt sich von 1709 bis 1713 nach Niederlagen im Großen Nordischen Krieg in türkischen Schutz. Ost- und Südosteuropa werden in der europäischen Berichterstattung interessant. 1685 beginnt mit der Aufhebung des Edikts von Nantes der Massenexodus geschätzter 200.000 französischer Hugenotten, sie sensibilisieren Europas Öffentlichkeit für Frankreichs Innenpolitik; gleichzeitig exportieren sie eine bürgerliche Variante französischer Kultur in alle Aufnahmeländer.
1688/89 organisiert sich Großbritanniens Innenpolitik neu. Mit der Glorious Revolution kommt Wilhelm III. von Oranien an die Macht. Der Regent der Niederlande festigt die Position der Whigs, unter denen London Pressefreiheit nach niederländischem Modell erhält. Der Buch- und Zeitschriftenmarkt Londons steht von nun an der europäischen Berichterstattung offen. Frankreich greift im selben Jahr die Pfalz an, der Beginn des Neunjährigen Kriegs, mit dem die Große Allianz der Niederlande, Großbritanniens und Englands gegen Frankreich zustande kommt, die im Spanischen Erbfolgekrieg 1702–1713 ihre Neuauflage findet. Das Deutsche Reich ist ab diesem Zeitpunkt von Europa abhängig und gleichzeitig größter Nutznießer des westeuropäischen Bündnisses gegen Frankreich. Der Import der niederländischen und englischen Nachrichtenlage durch deutsche Printmedien geschieht unter dieser politischen Ausgangslage weitgehend ungefiltert.

Der Europäer bringt den Wilden Technik und Zivilisation, Kupfer aus Liebs-Geschichte des Herrn ***, 1715.

Skandinavien und das östliche Mitteleuropa richten sich auf die westeuropäischen Nachrichtenlage aus: Die niederländischen Zeitungen französischer Sprache werden, von London, Paris wie Wien aus mit Nachrichten beliefert, zum zentralen Medium europäischer politischer Kommunikation gerade in den Ländern, die keine vergleichbaren Pressestrukturen aufbauen.
Europas Intellektuelle und Künstler können sich zu den französischen Moden nach Jahren einer schwierigeren Lage bekennen: in Anbetracht des kontroversen und pluralistischen Angebots der internationalen französischsprachigen Presse, in Reaktion auf die attraktive wie in der Kritik bedrohliche Machtausübung Frankreichs, mit Bewunderung für Frankreichs Innenpolitik wie mit Sympathie für die politischen Dissidenten und Glaubensflüchtlinge, die Frankreich verlassen.
Mit dem internationalen Nachrichtenmarkt korrespondiert im Verlauf ein zweiter privaterer, lokalerer. Private Publikationsformen kommen auf. Der Roman findet privatere Sujets. Das Journal ist vorübergehend Modegattung, herausgegeben fast durchweg von einzelnen Autoren, die ihre Identität nicht offener handhaben und die wie im Internet-Blog ein regelmäßiges, zumeist monatliches Raisonnement anbieten über neue Bücher oder aktuelle Nachrichten. Kennzeichnend ist für die öffentliche Berichterstattung wie für die neue privatere Nutzung der Presse, die in den 1690ern in Paris, Den Haag, London, Hamburg und Leipzig um sich greift, ein Mangel an kritischer öffentlicher Reflexion. Europas Nationen sind sensibilisiert für die Macht religiös politischer Kontroversen. Sie reagieren vergleichsweise unvorbereitet auf das Zustandekommen einer Skandalpresse, die das Privatleben von Politikern in „galanten“, „curieusen“ Erkundungen veröffentlicht. Private Romane von Liebesintrigen aus der Hand von Autoren, die sich als unter 30-jährig zu erkennen geben und anonym die Presse für das urbanere Skandalgeschäft nutzen, werden im ersten Schub als galant wahrgenommen. Erst ab etwa 1710 entwickelt sich ihnen gegenüber eine Öffentlichkeit, die das Private in der Öffentlichkeit neu zu positionieren sucht.
Das Galante hat auf dem Nachrichtenmarkt der Jahre zwischen 1680 und 1720 Qualitäten, Standesgrenzen zu überschreiten. Zivilisation, Verfeinerung der Sitten, Rationalität in der Machtausübung, Prachtentfaltung in der Kunst sind attraktive Momente des französischen Absolutismus. Über das Ideal des Galanten unterscheidet er sich gleichzeitig essentiell von der Kunst des britischen Imperialismus des 19. oder faschistischer Machtdemonstration des 20. Jahrhunderts: Galant ist gerade der Verzicht auf große Rhetorik, gewichtigen Stil und starren, pathetischen Gestus. Das Galante selbst ist primär eine persönliche Conduite und private „Politik“, wie sie sich zwischen Männern und Frauen im intimen Umgang entfalten soll, ein Ideal, für das Zielvorgaben wie Leichtigkeit, Ungezwungenheit, Natürlichkeit, Freiheit, Zivilisation und Politesse, urbane Höflichkeit stehen wie das Interesse am Skandalösen, Intimen, Privaten.
Das in Moden und der Vorstellung von Zivilisation übereinkommende Europa nimmt sich gleichzeitig im ausgehenden 17. und frühen 18. Jahrhundert erstmals geschlossener gegenüber der umgebenden Welt wahr. Das osmanische Reich unterliegt Ende des 18. Jahrhunderts Europa militärisch und politisch. Eine Türkenmode ist die Folge. China und Indien werden von Europas Autoren als hohe Zivilisationen dargestellt, doch gleichzeitig im Interesse an der Mission wie der Kolonialisierung so gezeichnet, dass Europa sich im Gegenzug als mehr denn technologisch überlegen wahrnimmt. Der Überlegenheit entspricht auch hier eine Konsumkultur, in der Importgüter wie chinesisches Porzellan die niedlichen, charmanten, galanten, curieusen Luxusartikel liefern (siehe hierzu eingehender: Chinoiserie). André Campras Galantem Europa von 1697 steht am Ende, 1735, das Galante Indien Jean-Philippe Rameaus in einer freundlichen Anverwandlung des Fremden gegenüber, das letztlich alle Grundsätze menschlicher Zivilisation mit Europa teilen muss.

### Französische Hofkultur und internationale Vielfalt als Konsumware

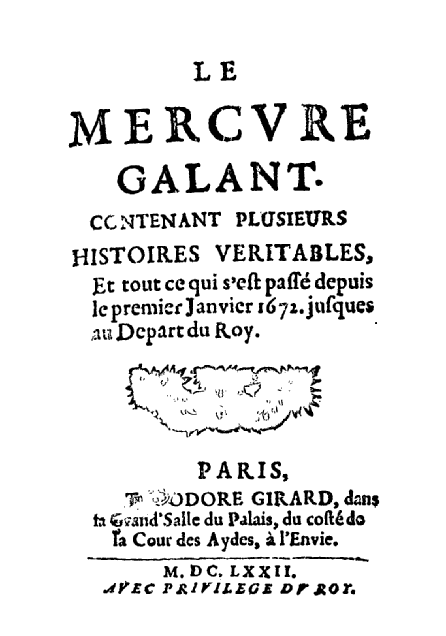
Erste Ausgabe des Mercure Galant, 1672; 1724 in Mercure de France umbenannt.

Das Galante verbreitet sich in Europa unter einer speziellen Bedingung, die das Bekenntnis zu französische Moden vorübergehend unproblematisch werden lässt: Galante Schriften, Musik und Architektur sind Frankreich-kritisch oder Frankreich-freundlich, je nach Wahl, und dabei gleichzeitig in aller Regel eher von einer Europamode als von einem eindeutigen französischen Nationalismus geprägt. Frankreich gewinnt hier als Nation, die Vielfalt der Stile schätzt, das Überraschende des Neuen und Fremden.

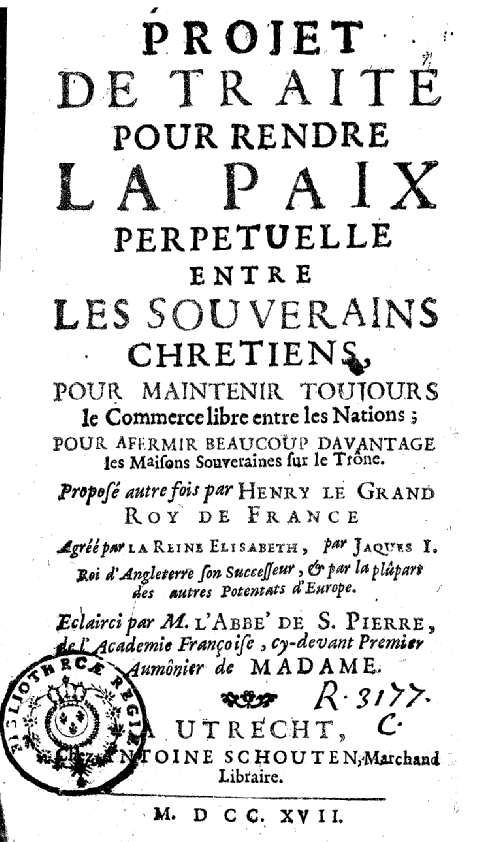
Das vorerst scheiternde Projekt einer europäischen Union des Abbe St. Pierre, 1712/1717

Die Mode gilt sowohl höfischen Verhaltensformen wie Gegenständen eines kommerziellen bürgerlicher Marktes mit urbaner Ausrichtung: Das Galante verbreitet sich in modischen Zeitschriften wie dem Mercure Galant, in galanten Romanen, die bürgerliche Kundenschichten in den Blick nehmen, in einem Musikbetrieb, in dem höfische Musik auf den städtischen und bürgerlichen Konsum zugeschnitten wird – gerade Kleinformen wie Kompositionen für Soloinstrumente werden als galante in den Zeitungen auf Privatkunden ausgerichtet beworben.
Deutlich wird die Verbürgerlichung des galanten Kulturangebots im englischen Sprachraum in alternativen Formulierungen wie polite und civilised, die dem Galanten eine großstädtische Dimension geben. In Deutschland konzentriert sich die Mode demgegenüber gerade auf das Wort, das den skandalösen amourösen Umgang zwischen den Geschlechtern umschließt: Studenten erheben das Galante im frühen 18. Jahrhundert hier zum Begriff ihrer eigenen aktuellen Mode. Deutsche Beobachter notieren hier eine nationale Sonderentwicklung, in der das Wort erheblich mehr Bedeutung gewinnt als in den Nachbarländern, jedoch gerade eine, mit der sich die Nation auf Europa ausrichtet.
Eine Gegenbewegung hin zu nationaleren Öffentlichkeiten setzt in Europa in den ersten Jahrzehnten des 18. Jahrhunderts schrittweise ein. In Deutschland zeigt sie sich in den neuen nationalen Gesellschaften, die in den 1720ern zunehmenden kulturellen Einfluss gewinnen. In Frankreich zeigt sie sich exemplarisch in der Umbenennung des Mercure Galant in Mercure de France 1724; die Zeitschrift besteht als nationale Stimme bis heute fort. In Großbritannien etablieren die Hannoveraner ihre Position schrittweise mit dem britischen Imperialismus. Die Niederlande verlieren nach 1713 ihre zentrale Stellung auf Europas Nachrichtenmarkt, eine direkte Folge des Friedens von Utrecht. Hinter dem Aufstieg nationalerer Öffentlichkeiten, der sich 1713 anbahnt und der sich in den 1720ern und 1730ern bemerkbarer vollzieht, stehen politische Desillusionierungen. 1713 entspannt der Frieden von Utrecht die politische Lage. 1714 regelt sich die englische Thronfolge. Die Whigs, die an die Macht zurückkehren und sie über die nächsten Jahrzehnte der Walpole-Ära stabil behaupten, sind durch das kurze Zwischenspiel der Tories um den Sieg ihrer Politik im Spanischen Erbfolgekrieg gebracht. Ludwig XIV. von Frankreich stirbt 1715; die bisherigen Großmachtbestrebungen stellt das zurück. Der Große Nordische Krieg endet 1721 für Schweden desaströs, für Russland mit dem Beginn eines Aufstiegs. Speziell in Deutschland mehren sich im Verlauf der 1720er Rufe nach einer stärkeren nationalen Orientierung der Öffentlichkeit: Man setzte drei Jahrzehnte lang auf Europas Unterstützung und scheiterte im Anspruch auf Spaniens Krone am Ende in einem Machtwechsel, der sich in London 1709/1710 vollzog und der vier Jahre später schon wieder bedeutungslos war. Die Suche nach einer eigenständigen deutschen Dichtkunst, die in den 1720ern und 1730er neu einsetzt, geht hier bis in das 20. Jahrhundert mit Ausblendungen des Galanten und der dezidiert europäischen Ausrichtung der Öffentlichkeit des späten 17. und frühen 18. Jahrhunderts einher.

## Urteilsstrukturen des 17. und frühen 18. Jahrhunderts

### Galante Conduite
Zum ausdehnbaren Stilbegriff wird das Galante Mitte des 17. Jahrhunderts als Mode der Conduite, des erlernten Verhaltens, in Frankreich. Dem Wort haftete bereits zu diesem Zeitpunkt ein selbstironischer Unterton an. Galant hatten sich in den Romanen des Mittelalters die irrenden Ritter gegenüber den von ihnen verehrten hohen Frauen verhalten. Ritterliche Kampfbereitschaft war in galanten Taten, in Acts of Gallantry zu beweisen. Beides sind im Rahmen des höfischen, streng reglementierten und auf Politik ausgerichteten Verhaltens Mitte des 17. Jahrhunderts überkommene Verhaltensmuster. Man kann sich nur noch in kunstvollen Übertragungen auf das Ideal der Amadis-Romane beziehen. Der Amadis mit der Veröffentlichung von Cervantes Don Quixote (1605/1615) zum Muster des antiquierten abenteuerlichen Romans degradiert worden, zu einer Torheit, die nun eine spielerische Würdigung erfahren kann.
Mit dem Galanten verbindet sich in der höfischen Koketterie die Verpflichtung auf kaum einzulösenden aristokratischen Anstand. Mit dem Begriff geht eine Verlagerung der Konversationskultur einher: Frauen rücken in den Mittelpunkt galanter Kommunikation. Der Hof muss ihr die passenden Orte zur Verfügung stellen. Operndarbietungen, Assembléen gewinnen hier Bedeutung als Veranstaltungen, bei denen beide Geschlechter anwesend sind. Dem politisch klugen Verhalten eröffnen sich in den Verlagerungen der Kommunikation freiere Möglichkeiten: Man hält sich aus Liebe der galanten Conversation bei Hofe auf, nicht aus politischen Gründen. Galanterie beweist sich in Höflichkeit, in Geschmack, in Respekt und damit auf einer spielerisch zu beherrschende Oberfläche höfischer Kultur. Politik findet auf dieser Oberfläche scheinbar dem privaten Interesse untergeordnet statt.
Im politischen Schlagabtausch ersetzt die galante Conduite das „steife“ spanische Zeremoniell mit neuen Forderungen an Munterkeit, Natürlichkeit und Freiheit. Hier wie dort ist Affektbeherrschung ein wichtiger Umstand: Im Ideal des stoischen Hofmannes, das sich mit dem spanischen Zeremoniell verband, galt es, Schicksalsschläge mit Härte zu verbeißen. In der galanten Conduite geht es dagegen um die Freiheit, mit der man einen „aufgeräumter Humeur“ selbst in Widrigkeiten bewahrt. Galant ist die Conduite, die bei den Frauen ob ihrer Freiheit, Selbstsicherheit und zur Schau gestellten Leichtigkeit Eindruck macht. Anweisungen zu galanter Conduite und Romanhelden, die galante Conduite beweisen, spielen mit der Forderung einer galanten Lustigkeit, die an Kleinigkeiten Gefallen sucht, mit Momenten angenehmen menschlichen Umgangs zufriedengestellt wird.
Im Umgang zwischen den Geschlechtern wird die Galanterie offen spielerisch gehandhabt und gleichzeitig skandalös: Im Compliment kann der Mann ohne Risiko der angesprochenen Frau Liebesgeständnisse machen. Sie weist diese geschickt ab. Die weiteren Handlungsspielräume eröffnen sich in der Koketterie der Zurückweisung und im Ernst des Gegenangriffs. Die Stellung der Frau wird in der galanten Conduite neu definiert. Sie ist gleichberechtigtes Gegenüber. Vom Ehemann wird sie in Frankreich anders als in Italien und Spanien nicht der Öffentlichkeit entzogen, sondern ihr erst einmal ohne Eifersucht zugeführt. Es ist ihre Aufgabe, sich galanten Angriffen ebenso galant zu widersetzen. In englischen Komödien der 1670er wie William Wycherleys The Country Wife (1675) findet sich das Ideal und die neue Geschlechterbeziehung bühnentauglich ausgereizt. Romane und Dramen der Zeit um 1700 bieten regelmäßig Heldinnen, die Männern sogar in allen Belangen überlegen sind.
Als frei und bei Bedarf konsequenzenlos gehandhabtes Ideal zieht das Galante Mitte des 17. Jahrhunderts in den Kreis der Madeleine de Scudéry ein. Mit ihren Romanen, die Leben ihres Umfeldes verschlüsselt veröffentlichten, wird das Galante in der zweiten Hälfte des 17. Jahrhunderts europäisch stilprägend. Das hat besonders auch mit der Trivialisierung und der Politisierung zu tun, die französische Mode über Druckerzeugnisse auf dem internationalen Markt der Niederlande ab den 1660ern erfährt.

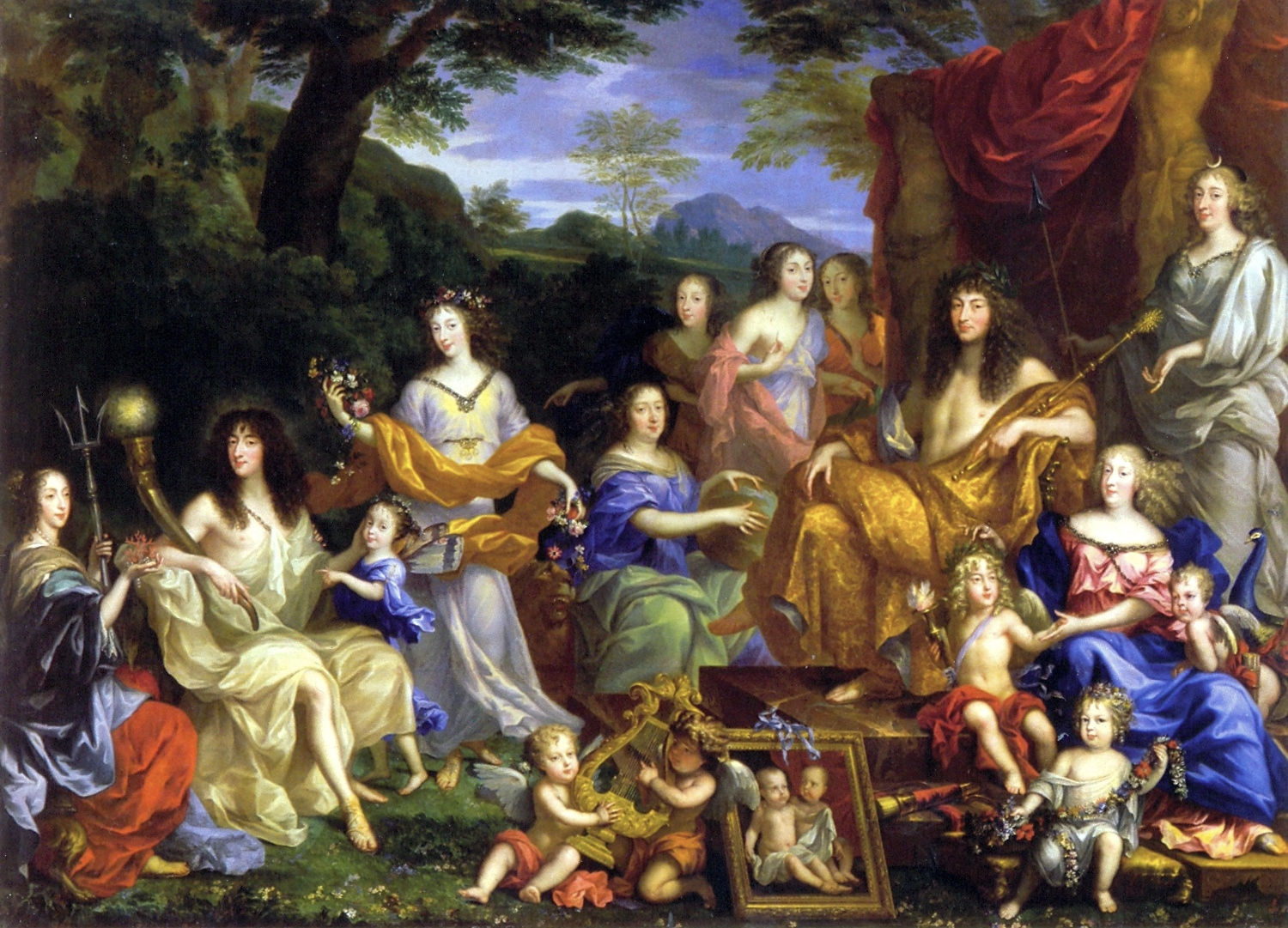
Galantes Spiel: der französische Hof in allegorischer Inszenierung, Ölgemälde von Jean Nocret, 1670

Im Rahmen politischer Repräsentation gewinnt das Galante vor allem in den Selbstinszenierungen europäischer Regenten und Militärstrategen Bedeutung. Die führenden Kriegsherren Europas beweisen zwischen 1689 und 1721 in der öffentlichen Propaganda der Druckmedien galante Conduite in dem Maße, in dem sie einen Rückfall in die Modalitäten der Kriegsführung verhindern, die zwischen 1618 und 1648 Mitteleuropa verheerten. Die neuen Kriege fordern zwar in einzelnen Schlachten binnen eines Tages mitunter 20.000 Opfer. Sie bleiben dennoch „zivilisiert“, insofern Plünderungen der von den Armeen durchzogenen Gebiete vermieden werden, auch insofern, als Gefangenen nun im Idealfall galant, mit inszeniertem Respekt begegnet wird.
Zur neuen Kriegsführung gehören neben der Propaganda im Druck, die die Conduite der Beteiligten notiert, Inszenierungen, wie jene, bei der Frankreichs König eine belagerte Stadt nach der inoffiziellen Übergabe einer galanten Belagerung aussetzt: Ein „Amazoninnenheer“ darf die feindliche Stadt offiziell einnehmen. Der europäischen Presse beweisen Aktionen wie diese Überlegenheit: Ihr Veranstalter kann den Krieg zum inszenierten galanten Spiel degradieren. Gleichzeitig bietet die spezielle galante Belagerung mitten unter der militärischen Kampagne einen Ort zur politischen Kontaktpflege mit geladenen Gästen. Das sind zwar rare Aktionsformen doch charakteristische, wie sie in späteren Kriegen kaum vergleichbar wiederholt werden.

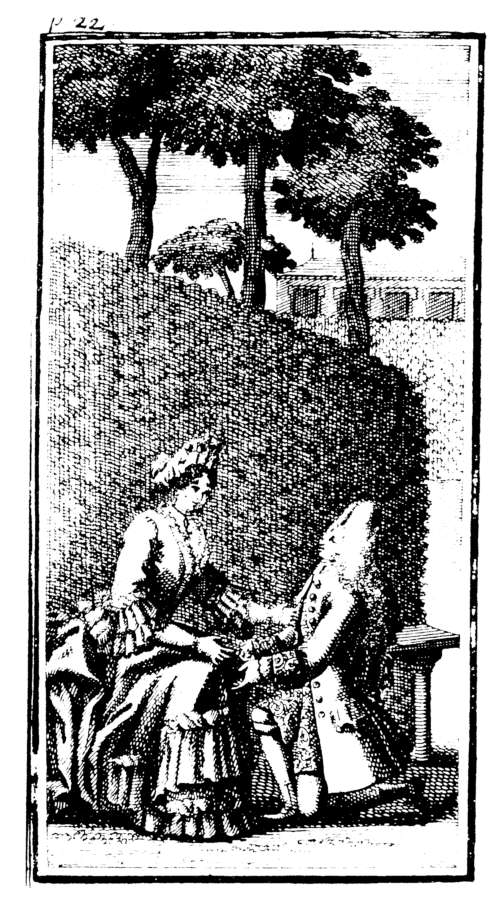
Galantes Liebesgeständnis aus einem Studentenroman: Adamantes: Die wohlprobirte Treue; 1716, S. 22.

Mit den 1670ern erreicht das Galante als Verhaltensideal das bürgerliche Publikum in Europas größeren Städten, dem es Teilhabe an europäischer Mode, am höfischen Stil wie am urbanen Kulturbetrieb verspricht. Parks, Gartenanlagen, städtische Prachtalleen, Opernhäuser werden die zentralen Orte galanter Conduite: öffentliche Orte, an denen es zum guten Ton gehört, galant aufzutreten, die Konversation mit dem anderen Geschlecht unter zur Kunst ausgestalteter Conduite zu demonstrieren.
Eine eigene Konsumkultur verbindet sich mit dem Galanten. Im Wort Galanteriewaren lebte sie bis in das frühe 20. Jahrhundert fort. Ursprüngliche galante Gegenstände sind alle kleinen Accessoires, mit denen sich Mode beweisen lässt und die sich galant verschenken lassen, aber auch kostspielige Gegenstände wie chinesisches Porzellan. Die zur Schau gestellte pure Gefälligkeit, der entfallende Nutzwert, der Gegenstand ausschließlichen Geschmacks ist hier im 17. Jahrhundert galant, wie alles Kleine, Nette, versehentlich Gefallende.
Die bürgerliche Ausprägung des Galanten, die im frühen 18. Jahrhundert den deutschsprachigen Raum erfasst, wird besonders in Studentenromanen, in der Regel von Studenten geschrieben, gefeiert. Kleidung, Freizeitaktivitäten, Wohnraum im bürgerlichen Bereich gewinnen als Bereich galanter Lebensführung Bedeutung. Sarcanders Amor auf Universitäten (Cöln, 1710) bietet eine der typischen Zusammenfassungen galanter Conduite auf diesem Niveau:

„So bald ich aber aus meines Vetters Hause, durch einen Zwist gekommen, wendete sich meine gantze Conduite. Ich hatte mich biß dahero in Kleidern schlecht [schlicht] getragen, auch sonst keine grossen Depensen gemacht, so bald ich aber in ein ander Zimmer kame, fieng ich an, mich anders aufzuführen. Ich kleidete mich Politer, als mein Studium es erforderte, gienge auf den Dantz-Boden, und excercirte die Music, hielte starck Compagnien mit meinen Lands-Leuten, und war immer lustig. Dabey nun, schlieche sich auch die Liebe wiederum ein. Mein Hauß-Wirth hatte eine Tochter, von artiger Gestalt, und sonst galantem Wesen, und weil sie nicht nöthig hatte, sich im Hause viel anzunehmen, hatte sie Zeit genug, sich auf Galanterien zu legen. Sie spielte eine schöne Harpffe, redete Französisch, dantzte wohl, hatte auch sonst durch Lesung verschiedene [sic] Romainen, eine so artige Conversation erworben, daß es eine Lust war, mit ihr umzugehen.“

Hinter der bürgerlichen Mode bleibt Ausrichtung auf Europa bestimmend. Christian Thomasius thematisiert sie 1687 in seiner ersten Vorlesung deutscher Sprache. Sein Thema ist die Nachahmung der Franzosen gerade als vorbelastetes Thema aller Autoren, die vor ihm vor dem Verfall „alter teutscher Redlichkeit“ warnten. Das Galante biete schlicht das verfeinerte europäische Verhalten der Gegenwart, Zivilisation, Freiheit, Stil.
Verhaltensratgeber kursieren auf demselben Markt mit Unterweisungen in galanter Conduite, in denen zum Konsum von Opern und Romanen geraten wird, zu moderner Bildung, zur Lektüre von Zeitungen, zum „politisch klugen“ Verhalten, mit dem man in Privatangelegenheiten wie bei Hofe Erfolg hat. Themen sind hier die geschickte Gesprächsführung, das zu beherrschende Themenspektrum, die Reaktion auf Angriffe in der Konversation, das Verhalten gegenüber im Stande Über- und Unterlegenen, sowie in größeren Gesellschaften. Das Galante macht Empfehlungen zum Umgang mit Stimmungen und Dispositionen in Gesellschaft. Der galante Mensch kann die Lage stets nach seinen Interessen verändern, Gunst gewinnen, ohne sich in den Vordergrund zu spielen.
Dem studentischen Publikum erlaubt das Galante im frühen 18. Jahrhundert die Ausrichtung auf die Karriere bei Hof oder eine administrative Position. Die breite Bedeutung, die dabei sexuelle Freizügigkeit als Zeichen galanter Conduite gewinnt, und die öffentliche Inszenierung, zu der das Galante aufruft, gehören in den 1720ern und 1730ern zu den entscheidenden Kritikpunkten.

### Galanter Stil
Zwar wird das Wort galant auf nahezu alle Gegenstände von Romanen bis Möbeln im ausgehenden 17. Jahrhundert angewandt. Eine galante Kunsttheorie lässt sich jedoch nur in einzelnen Motivstrukturen skizzieren. Galante Gegenstände sind annehmlich, ergötzlich, nett, charmant, elegant. Das Wort gewinnt in diesen Assoziationen Abgrenzungen von allem, was nach Regeln der Kunst gefallen soll, Züge des Pedantischen trägt. Gerade die leichte Irregularität, die zwanglos gehandhabte, aber nicht ungefällige Asymmetrie, der Verstoß gegen das zu Erwartende, der angenehm überrascht, aber nicht verstört, sind galant. Gegenbegriffe finden sich wiederholt aufgemacht: Das Galante strebt keine „Originalität“ an, der galante Künstler selbst darf nicht „singulier“ (einzelgängerisch) sein. „Polite“, um „Civilité“ bemüht, ist er wie sein Werk gefällig, annehmlich. Das Ziel ist das Werk, bei dem man gar nicht sofort sagen kann, warum es gefällt. Mut und eine Bereitschaft zum Skandal gehören zum Galanten. Das kunstvoll beherrschte Duell ist wie das Kompliment und seine galante Abwehr und der ins Persönliche gehende anzügliche Scherz, der vor Gesellschaft riskiert ist, galant. Der galante Held gefällt gerade dann, wenn er nicht darauf abzielt, zu gefallen, wenn er den Affront riskiert und mit seinem Mut die Beobachter für sich einnimmt.
Galante Gedichte, Bilder und Musik zeichnen sich durch kompetitive Momente aus. Der Künstler riskiert den Wettstreit. Das Ziel ist es, Konkurrenten auszustechen, indem man mit Leichtigkeit beherrscht, was diesen nur mit Mühe gelingt. Johann Leonhard Rost verbindet in einer Rekapitulation Benjamin Neukirchs die Aspekte mit einem Blick auf die Natürlichkeit, die man in der Kunstbeherrschung zu maximalem Effekt bei den Zuschauern sich aneignen muss. Natürlichkeit wird im selben Moment das Ergebnis von maximaler Kunstbeherrschung:

„Ein galanter Mensch muß in allem seynem Thun natürlich seyn, und gleichwol, so natürlich er ist, so muß er doch auch in allen Dingen etwas besonders haben. Tantzet er, so muß er es ohne Affectirung der Kunst, aber doch mit Verwunderung aller Zuschauer thun: Singet er, so muß er gefallen, redet er, so muß er ergötzen, machet er Verse, so müssen sie durchdringen, und schreibet er endlich Brieffe, so muß er seine Gedancken, ehe er sie zu Pappier bringet, wohl untersuchen: wann sie aber geschrieben seyn, so müssen sie scheinen, als ob er sie ohne Bemühung geschrieben hätte.“

Was hier formuliert wird, ist ein strategisches Spannungsfeld von Urteilsstrukturen, mit dem man Gegenstände aus der Menge herauslösen kann, die man im selben Moment verurteilen könnte, wenn sie nicht diese spezielle Annehmlichkeit gewännen. Das Sprechen vom „je ne sçay quoy“ trifft dieses Optionsgefüge letztlich präzise.
Kunsthistorik des 20. Jahrhunderts notiert die Urteilsstrukturen hinter den widerstreitenden Optionen in der Regel als Schritt vom Barock zum Rokoko. Man kann hier in der Formensprache von Verzierungen, den zunehmend asymmetrischen, geometrische Geschlossenheit verlierenden, Leichtigkeit und Offenheit gewinnenden Rocaillen ein spezifisches Spiel mit dem Effekt des leichten Regelbruchs, mit der Irregularität nachvollziehen und als stilprägend definieren.

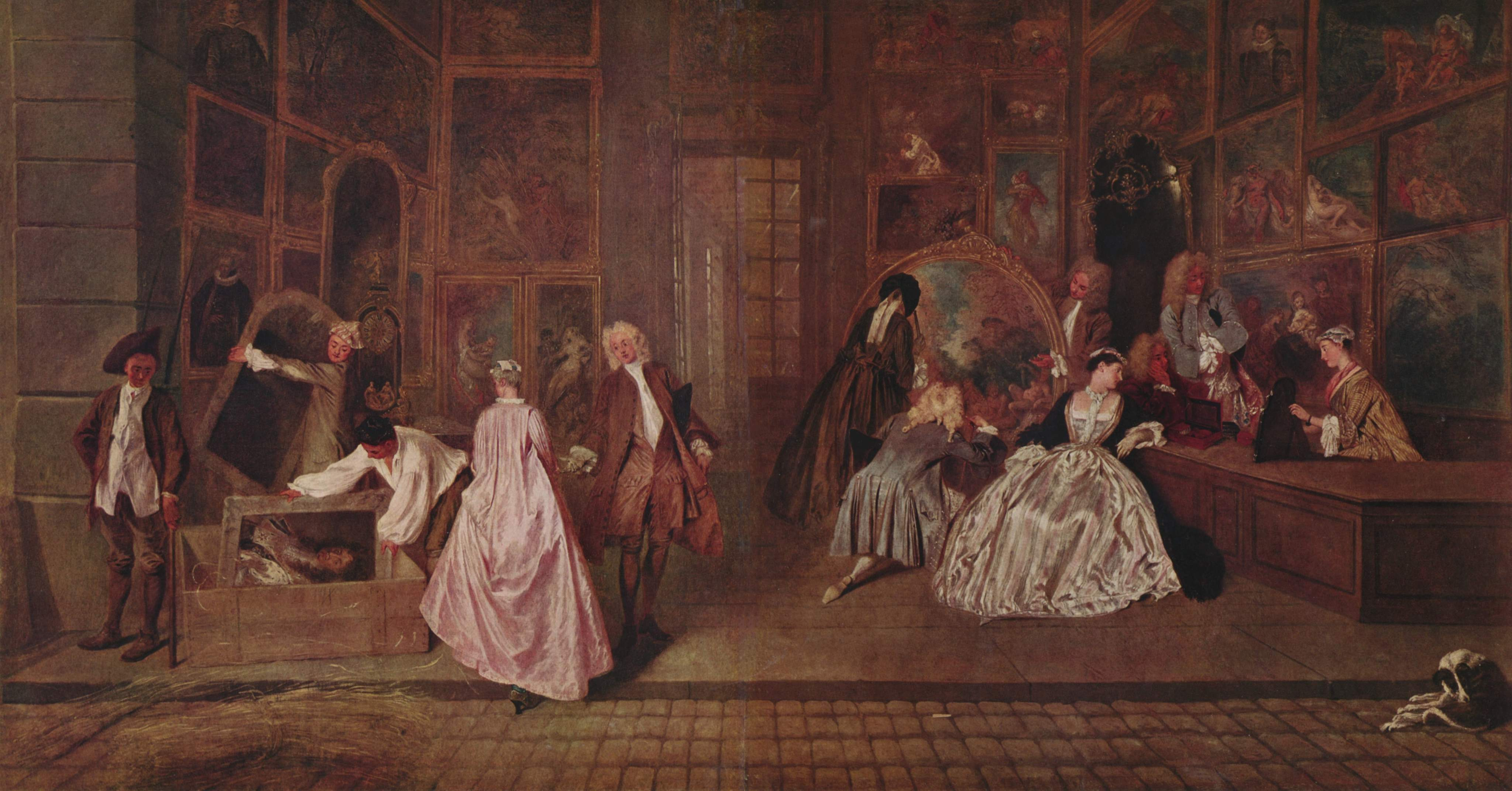
Galanter Stil in Kleidung Haltung und Interaktion im Alltag, Antoine Watteau, Gersaints Ladenschild (1720)

Galant ist die Ausrichtung Europas auf außereuropäische Zivilisation und auf die miteinander wettstreitenden Moden innerhalb Europas. Europäischer, französischer Geschmack wird dabei das größere Dach, das der Vielfalt Raum bietet. Lackmöbel und Porzellan aus China und Japan sind galante Importgüter, die Übersetzung arabischer Novellistik, die im frühen 18. Jahrhundert mit den französischen Ausgaben der Geschichten aus tausendundeiner Nacht sind im selben Moment galant. Liebhaber des Galanten suchen Vielfalt, überraschende doch nicht unangenehme Stilwechsel, Leichtigkeit des Regelbruchs, der innerhalb harmonischer Grenzen bleibt, Dissonanzen können galant in der Musik aufgelöst werden. In musikalischen Kompositionen sind die nationalen Tanzsätze galant. Europa als Ganzes ist in André Campras L’Europe Galante (1697) gefeiert. Die Entwicklungslinie verläuft hier bis hin zu Jean Philippe Rameaus Les Indes galantes (1735). Gefeiert werden Vielfalt und im selben Moment ein weltweiter Konsens, der sich am vollkommensten im verfeinerten Umgang zwischen den Geschlechtern herstellt. Die ganze Welt ist galant.

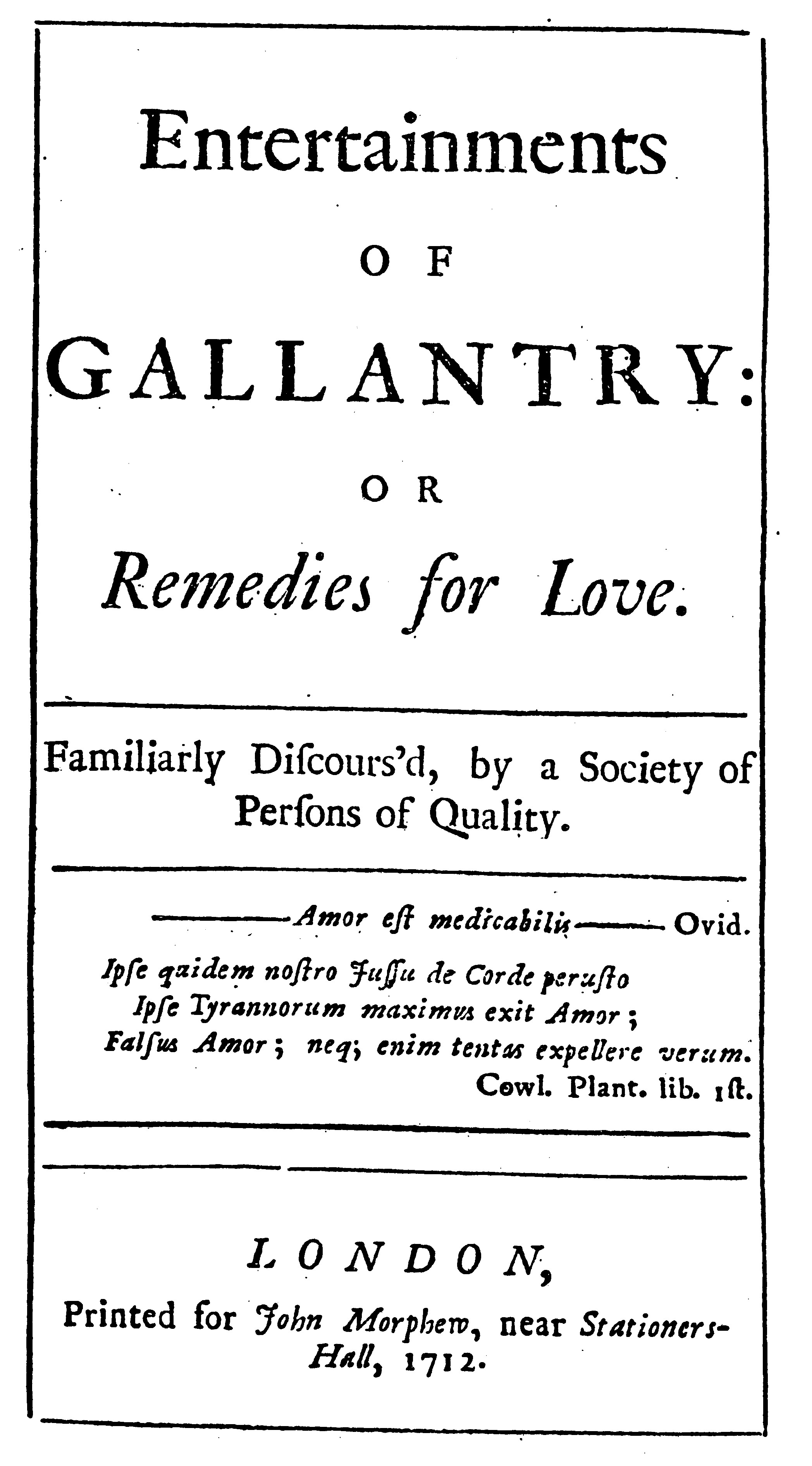
Entertainments of Gallantry, 1712

In galanten Texten fällt eine Auflockerung des Schriftbildes auf. Französische Fremdwörter nehmen zu und werden in Frakturtexten durch Kursivsatz besonders hervorgehoben. Romane werden mit Gedichten, Briefen und Geschichtseinschüben durchsetzt. Der monotone Geschichtenverlauf wird gemieden. Die Novellistik, abwechslungsreiche Geschichtensammlungen konkurrieren mit Großromanen. Großromane wiederum verabschieden sich von Abenteuerreihungen. Intrigenhandlungen der Novellistik werden essentiell. Kurzromane werden in den 1670ern die europäische Mode und führen im Englischen wie im Spanischen das neue Wort „novel“ für kurze, an der Gegenwart ausgerichtete Romane ein.
Freizügigkeit, eine Hinwendung zu einer skandalösen Berichterstattung zeichnen den galanten Roman des ausgehenden 17. Jahrhunderts aus. Gattungsübergriffe, der Ausgriff in die Journalistik, in Briefsammlungen und Pseudomemoires werden modern und stilprägend für eine Produktion, die mit der Wende ins 18. Jahrhundert zu den europäischen politischen private Sujets hinzugewinnt.
Eine eigene Produktion galanter Poesie floriert im späten 17. und frühen 18. Jahrhundert in Verweigerungen großer Werke. Galante Gedichte werden in der Regel im Blick darauf beurteilt, ob sie sich, bevorzugt zur Laute, singen lassen und in der Vortragssituation oder einer kunstvollen Anzüglichkeit im Text Charme entwickeln. Die Gedichtsammlungen, die in den 1690ern im Deutschen die stilistischen Vorgaben machen, füllen sich zudem mit Gelegenheitsdichtung, Anlass-orientierter kommerzieller Produktion, die zu Festen wie Hochzeiten, Jubiläen, Begräbnissen in Umlauf gebracht wird.
In der Architektur und im Design spielen Licht und helle pastellfarbene Flächen, die Ausbreitung leichter Girlanden über freiere Flächen in der Stuckatur eine besondere Rolle. Ein Understatement, im Gebäudeaufbau wird galant. Das Galante bleibt „nett“, selbst in der Größe. Freizügigkeit in der bebauten Fläche zeichnet höfische Anlagen französischen Stils aus. Gravität wird zum Schimpfwort für überkommenen Stil, „schlicht“ oder „schlecht“ steht für ungeschmückt und abstoßend, „zierlich“ dagegen für kunstvoll und galant ausgestaltet, wobei „Bombast“ wiederum zu meiden ist; so die Eingrenzungen, die Moden des frühen 18. Jahrhunderts am Ende als verspielt und gekünstelt erscheinen lassen.

## Nachwirkungen

### Diskreditierung und Neubewertungen des Galanten
Das Galante florierte auf seinem Siegeszug – so in Christian Thomasens Rede zur Nachahmung der Franzosen 1687 – in erheblichem Streit darüber, was denn galant sein sollte. Die Kritikpunkte, die sich im 18. Jahrhundert herausschälen – Orientierung an Frankreichs Moden, moralische Leichtfertigkeit, Verlust an eigenem Stilanspruch (im galanten Plädoyer für die „annehmliche“ Mischung, das erwünschte „Divertissement“) – haben bereits im 17. Jahrhundert den Charme der Außenseiterposition und des Angriffs auf jede Ästhetik gesetzter Regeln.
Prekär erscheint im ersten kritischen Impuls die sexuelle Aufladung des Begriffs. Er habe zu sexueller Freizügigkeit geführt. Die vermutlich von Richard Steele selbst geschriebene Ladies Library lässt ihre Verfasserin 1714 gegen die Galanten wettern, die sich unter den Deckmantel der „Politeness“ begaben:

“The gallant Writers have distinguish’d themselves as much as any by their Politeness. The Poyson in them is conceal’d as much as possible, and ’tis insensibly that they would lead the Heart to Love: Let them therefore be avoided with Care; for there are elegant Writers enough on Moral and Divine Subjects, and the Danger of reading soft and wanton Writings, which warm and corrupt the Imagination, is so great, that one cannot be too careful in the Choice of our Authors. Too much of this will be found among the Works of Poetry and Eloquence, with which none but Ladies of good Taste and solid Judgment should be trusted.
The like Cautions are necessary with respect to Musick and Painting; the Fancy is often too quick in them, and the Soul too much affected by the Senses.”

Im Englischen wird das Galante schnell der Vergangenheit und dabei dem Hof Karls II. zugeordnet. Es wird bis heute dort schlicht als Resultat der Stuart-Restauration notiert. Komplexer fällt die Distanzierung im Deutschen aus. Die Vertreter des Galanten unter den studentischen Romanautoren radikalisieren sich mit Celander, Sarcander, und Le Content, während die großen Namen unter ihnen, die ihre Pseudonyme eigenhändig offenlegten, sich im Moment, da sie bürgerliche Karrieren anstreben, von ihren galanten Romanen distanzieren. Christian Friedrich Hunold, Menantes, tut dies 1713; Johann Leonhard Rost, Meletaon, folgt ihm ostentativ 1714. Selamintes tauscht Worte aus und adressiert 1713 lieber „die junge Welt“ als die galante. L’Indifferent bietet 1715 die offene Invektive gegen das Galante in einem Roman, der gerade modern und mutig Thomasius mit einem Plädoyer gegen die letzten Hexenprozesse folgt. Das Galante wird hier erstmals nicht nur als Problem der Moral, sondern auch als Kommerzphänomen kritisiert:

„Die Frantzosen haben davon nicht einerley Concept. Doch bezeichnen die klügsten ihnen dadurch so zu sagen die Vollkommenheit selber, und nennen nur einen solchen Menschen galant, der das Glücke hat einen durchdringenden Verstand, eine extraordinaire Gelahrsamkeit, ein ungemeines Vermögen von einer Sache gründlich und scharffsinnig zu urtheilen, eine vollkommene und unaffectirte politesse, und dergleichen annehmliche Eigenschafften zu besitzen. Allein bey uns werden wenige, wenn sie dieses Wort im Munde führen, sich eine solche Idée davon machen. Wir machen nichts als lauter Galanterien und galante Leute. Hurerey und die Kunst eines andern Weib zu verführen heist eine Galanterie, ja eine solche Seuche, die vor aller Welt abscheulich, will sich gar mit diesem Titel ausschmincken. Bagatelles, die von alten Trödel-Weibern verhandelt werden, wollen sich allbereit unter diesem Fürniß verkauffen, und die allerthörichsten Schwachheiten, die ein geschossener Amant bey seiner Amour begehet heissen par force Galanteries. Ein Monsieur darff nur eine Schnupfftobacks-Dose, eine Uhr, einen Ring und dergleichen an und bey sich tragen, und anbey ein paar Complimenten nach der Mode auswendig lernen, so ist er schon galant: er darff nur mortbleu, Jarny, und dergleichen sagen, ein französisch Liedgen singen, oder sich sonst nur ein wenig närrisch anstellen, so wird man ihm nicht leicht diesen Character disputiren, hat er nur eine hüpsch gepuderte Peruque auff; so kan er mit denen galantesten in einem Paare gehen; ja die neglegence selbst heißt bey uns schon galant. Summa, alles machen und heissen wir galant, denn was macht doch der Teutsche nicht ums Geld.“

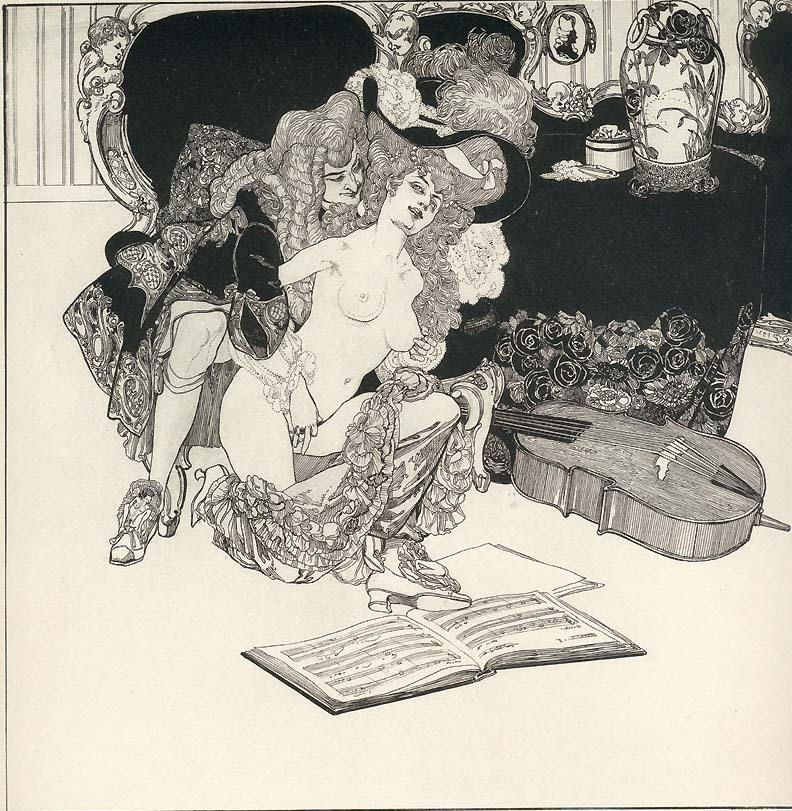
Franz von Bayros, typische ins Zeitalter der Allongeperücken zurückverlegte Erotik

Auf dem internationalen Markt gestalten im Verlauf des 18. Jahrhunderts Autoren wie Giacomo Casanova das Galante zur internationalen Kultur intellektueller Libertinage aus, deren Vertreter am Ende die neue bürgerliche Kultur als Feindbild setzen. Das Galante wird in denselben Entwicklungen zum Objekt genießerischer Kennerschaft und aristokratischer Lebenskunst. Es steht am Ende des 18. Jahrhunderts für das Ancien Régime das in der französischen Revolution untergeht und für eine ganze Kultur des 18. Jahrhunderts, die im bürgerlichen 19. diskreditiert wird.
Leicht verzögert verläuft die Bewertung des Galanten in der Musikgeschichte. Hier erfolgt unter deutschen Komponisten des mittleren 18. Jahrhunderts eine Theoretisierung, unter der der galante Stil der neuen Definition gegen die Kompositionskultur des ausgehenden frühen 18. Jahrhunderts gestellt wird. Wesentliche Zielsetzungen: Kantabilität, neue Einfachheit im Stil, natürlicher Fluss, bleiben jedoch gerade beibehalten, dies die Logik hinter der Fortführung des Begriffs. Die Entwicklung verläuft hier in Akzentverlagerungen: Musiktheoretiker fordern im Verlauf des 18. Jahrhunderts zunehmend Freiheit des Sentiments – eine Forderung galanter Komposition seit dem 17. Jahrhundert, die mit der Empfindsamkeit und der Romantik schrittweise neue Bedeutung gewinnt. Neue Forderungen nach Originalität und Traditionsbrüchen kommen hinzu und reduzieren im Verlauf des 18. Jahrhunderts die Phase des Galanten zum Übergangsfeld der 1730er bis 1760er, in dem sich die Konventionen des 17. Jahrhunderts auflösten und die klassische Musik moderner Prägung anbahnte.

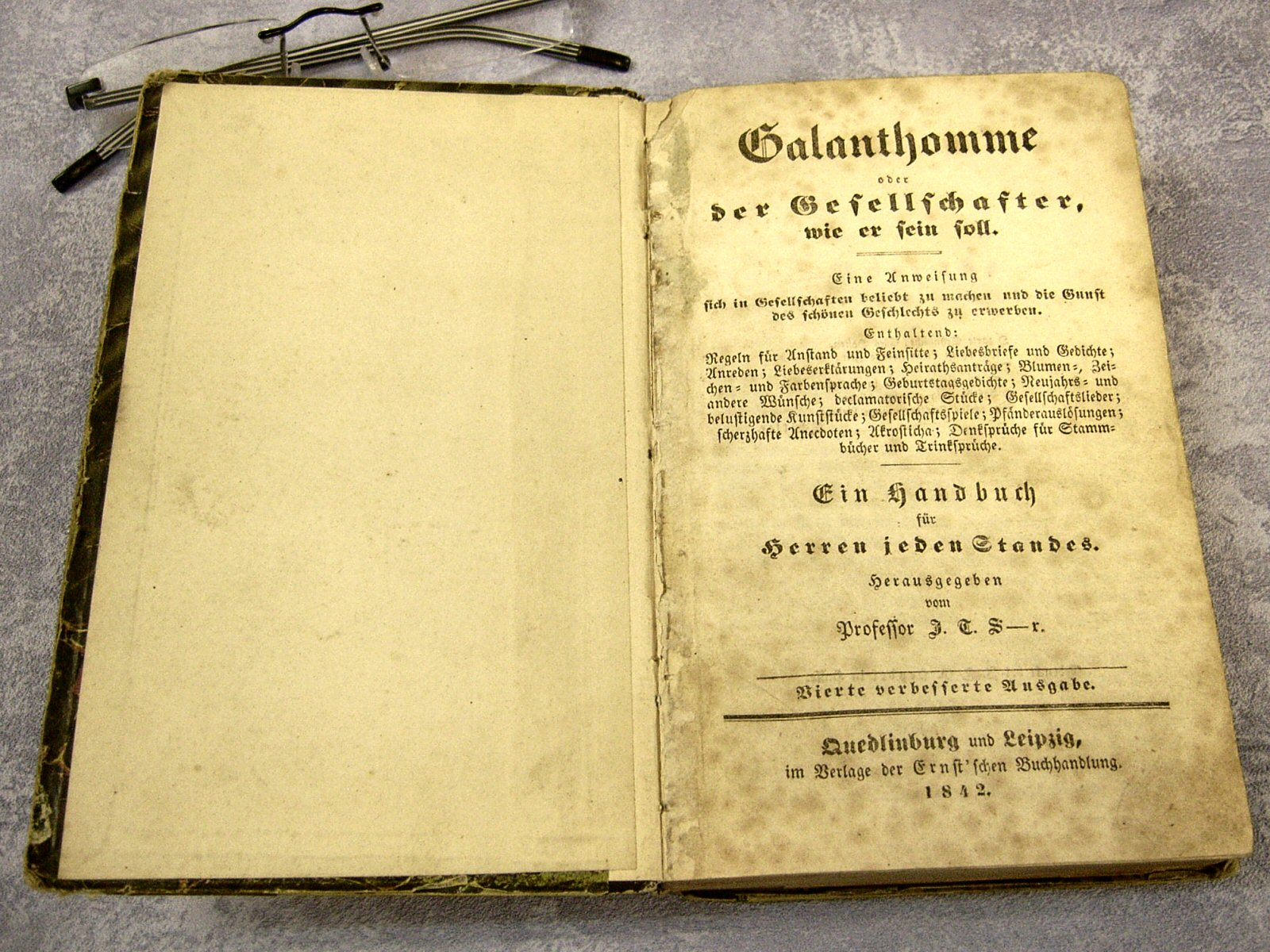
Galanthomme, Handbuch 1842

Im 19. Jahrhundert entwickelt sich das Galante rückblickend verklärt und von Aspekten der Conduite wie Stilvorgaben befreit zu einer heimlichen Protestform gegen den neuen bürgerlichen Kulturbetrieb. Ästhetizisten wie Paul Verlaine entdecken die nun fremd wirkende Vergangenheit und schrieben Gedichtzyklen wie die Fêtes galantes. In England treffen sich „Annists“ um in Kleidung und Moden aus der Regierungszeit Queen Annes, dem untergegangenen frühen 18. Jahrhundert zu huldigen. Keine andere Zeit hatte so üppige Perücken hervorgebracht, keine eine so exzessive Kultur, wenn man an im Rückblick befremdliche Momente wie etwa das Auftreten von Kastraten im europäischen Opernbetrieb denkt.
Im Jugendstil wie unter den Naturalisten erfolgen ästhetische Aneignungen deutlich paradoxer Dimensionen: Der Jugendstil öffnet sich der maschinellen Produktion von Design und imitiert die Natürlichkeit des frühen 18. Jahrhunderts. Autoren wie Arno Holz schreiben nach galanter Mode Gedichte.
Im frühen 20. Jahrhundert wird das Galante in Deutschland als Begriff reaktiviert. Es steht nun zunehmend für zensurverdächtige Publikationen sexueller Freizügigkeit. Auf die begriffliche Fundierung, auf die die Literaturwissenschaft nun drängt, gewinnt die subversive Renaissance des Galanten dabei nur geringen Einfluss. Die Wiederentdeckung des Galanten unter Künstlern führt nicht zu einer Aufwertung von deutschen Romanen des frühen 18. Jahrhunderts.

### Kritische Einordnungen

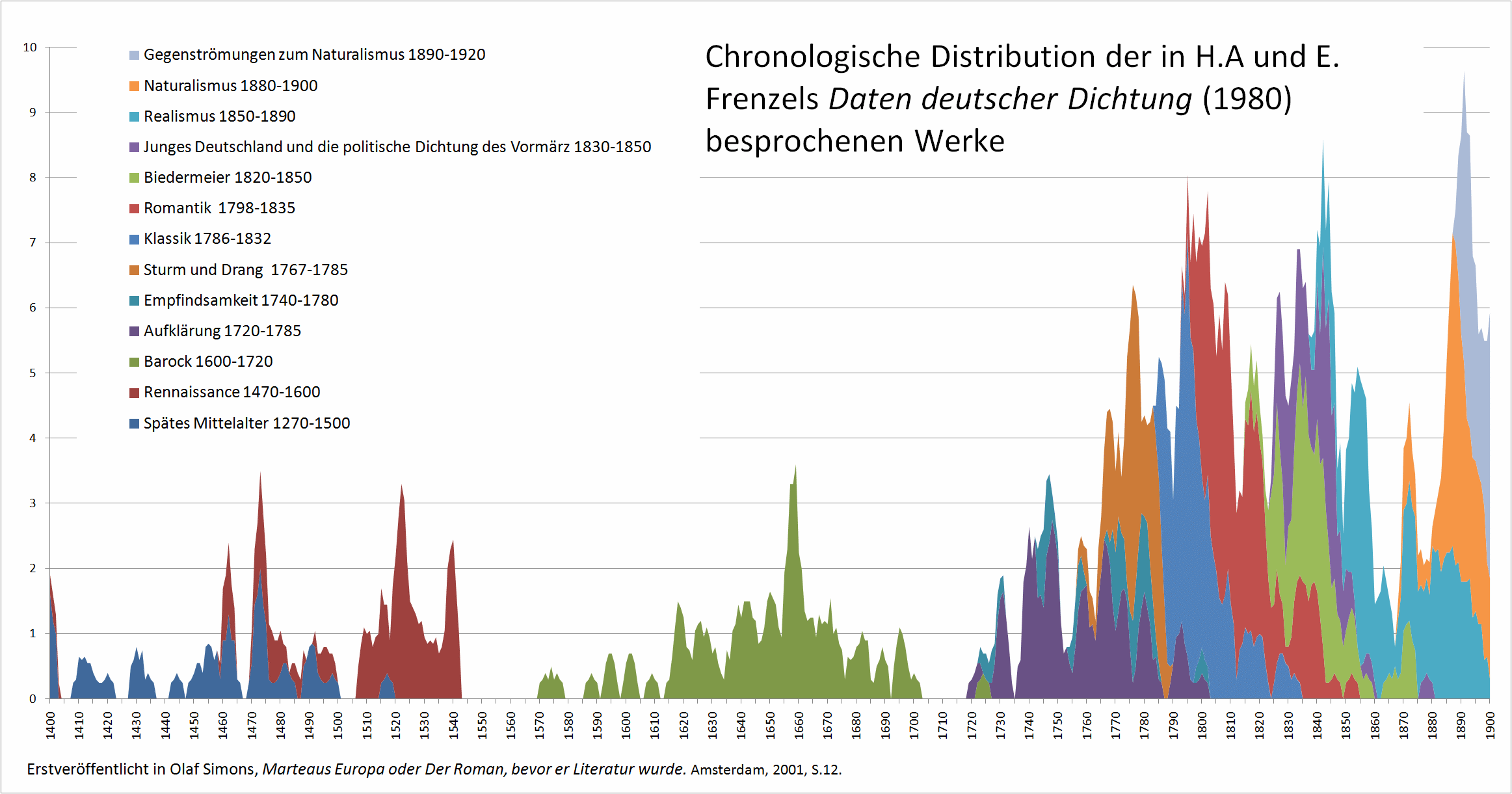
Frenzels Daten deutscher Dichtung, Chronologie der von ihr gelisteten Werke, das Galante schafft eine Lücke.

Das Galante ist heute im Wesentlichen ein Forschungsfeld der Musikwissenschaft und der Germanistik, es steht hier wie dort für den Epochenübergang zwischen einer Kultur des 17. und einer des späten 18. Jahrhunderts. Mit den Positionierungen verbindet sich die Abwertung der hier zu verortenden Produktion. Die Aufwertung geschieht demgegenüber, wo immer dem Galanten eigener epochaler Stil zuerkannt wird ähnlich wie in der Kunstgeschichte, in der im 20. Jahrhundert das Rokoko für den Übergang zwischen Barock und den Stilen des ausgehenden 18. Jahrhunderts definiert wurde. Tatsächlich sind hier Argumentationsanleihen geschehen: Die von Herbert Singer Anfang der 1960er betriebene Wiederentdeckung des deutschen galanten Romans erfolgte offen im Versuch, diesen in der germanistischen Literaturgeschichte parallel zum Rokoko in Kunstgeschichte zu definieren. Dem Barock, das traditionell als Gegenepoche zur Aufklärung aufgestellt wird, wird mit dem Rokoko eine eigene Ausschwingphase zugestanden, die sich losgelöst bewerten lässt, etwa mit Aussagen etwa wie, dass hier der barocke Schwulst gemildert wurde, barocke Steifheit aufgegeben wurde. Auf die Literatur übertragen wird dem Barock Regelbefolgung zugeschrieben, dem Galanten dagegen eine Stilaufweichung. Aufklärung und Empfindsamkeit stehen dem als neue stilbildende Epochen gegenüber.
Die Epochenbildung lässt sich in der Germanistik in die kritischen Schriften Johann Christoph Gottscheds (1700–1766) und Gotthold Ephraim Lessings (1729–1781) zurückverfolgen. Sie ist mit diesen eng verbunden mit dem Aufbau der deutschen Nationalliteratur, der beide Verfasser im 18. Jahrhundert einen epochalen Rückstand im Blick auf Frankreich und England bescheinigen. Gottsched kritisiert das Galante in den 1730ern nachhaltig als Verfallsphänomen. Seine Kritik am Galanten definiert im selben Moment die Pole des Barock und der Aufklärung als beides Regeln anerkennende, einen eigenen Stil findende Phasen, zwischen denen das Galante undiskutierbar wird und mit denen es in den nächsten Jahrzehnten keine weitere Reaktivierung mehr erfährt.
Geschmack und Natürlichkeit sind zwar Leitbegriffe des Galanten, die in der Empfindsamkeit, dem Sturm und Drang und der Romantik aktuell bleiben; die Nachfolgeepochen betonen gleichwohl den epochalen Bruch: Charakteristisch werden für das Galante gerade Aspekte, an die sich nun nicht mehr anknüpfen lässt: die Verbindung von Natürlichkeit und Stil, Eleganz, Zivilisation, Divertissement, Abwechslung, Unterhaltung, Künstlichkeit. Hier setzen Empfindsamkeit und Sturm und Drang eigene Ideale der Natürlichkeit gerade in ein Spannungsfeld zwischen Natur und Kultur. Natürlich soll fortan die private und individuelle Empfindsamkeit sein. Sie scheut die Öffentlichkeit. Die Öffentlichkeit steht dem als kulturgeprägter Raum gegenüber, in dem Berechnung, Kalkül und Politik regieren – hier gab es in der Galanten Conduite keine Trennung, das Private war uneingeschränkt politisch kalkuliert zu handhaben. Das Private wird mit der sich wandelnden Diskussion des 18. Jahrhunderts zum Rückzug aus der Öffentlichkeit aufgefordert, diese selbst entskandalisiert. Das Galante erscheint in den meisten rückblickenden Darstellungen nicht am Ende nur skandalös, sondern auch von einer Tendenz der Trivialisierung, des Kitsches betroffen. Die Autoren des Galanten liebten das Niedliche, Zierliche, Künstliche – Begriffe, die spätestens mit der Romantik negativ konnotiert werden, während Originalität, einsame Größe, Schroffheit, Schlichtheit in den Traditionsbrüchen der letzten 250 Jahre aufgewertet wurden.
Mit der germanistischen Aufwertung des Galanten zu einer Epoche zwischen Barock und Aufklärung verbanden sich im frühen 20. Jahrhundert Verzerrungen der Wahrnehmung: Deutschland soll einen Epochenverzug erlebt haben. Das Galante belege dies als Mode, die in Frankreich in den 1640ern aufkommt, in Deutschland jedoch erst in den 1680ern ankommt und hier eine kulturelle Sonderentwicklung herbeiführt. Es lässt sich tatsächlich belegen, dass das Galante in Deutschland deutlicher als in anderen Nationen Europas zu Beginn des 18. Jahrhunderts als verbindliche Mode gehandelt wird. Die Bücher, die Musik und die Kleidung, die dabei als galant notiert werden, sind dagegen dieselben, die zeitgleich in Paris, Den Haag und London konsumiert werden. Gottsched bewarb seine eigene Arbeit damit, dass er den Blick auf Europa öffnete und den Epochenrückstand wettmachte. Dem Galanten sprach er in der nötigen Polemik dieselben Qualitäten ab. Die Germanistik des 19. und 20. Jahrhunderts vertraute dieser Selbstverortung Gottscheds bis an den Punkt, an dem sie die Faktoren für die deutsche Isolation vor 1730 benannte. Von der ersten germanistischen Literaturgeschichte, die 1835 Georg Gottfried Gervinus dem Zeitraum widmet, in aktuelle Arbeiten der Germanistik hinein findet sich die Bemerkung wiederholt, dass für Deutschland mit dem Ende des Dreißigjährigen Kriegs 1648 eine Friedenszeit anbrach, in der sich die Kultur von der europäischen Epochenbildung abkoppelte. Die verspätete Rezeption des Galanten sei für diese Isolation bezeichnend.

### Aktuelle Diskussion
Die germanistische Forschung der letzten drei Jahrzehnte experimentierte mit einer Verlegung des Galanten vom Ende des Barock an den Beginn der Aufklärung. Der Zeitraum bleibt dabei derselbe, tatsächlich wird die Grenze der großen Epochen Barock und Aufklärung neu verlegt, so dass die Aufklärung bereits mit dem Aufkommen des galanten Ideals in den 1660ern, statt erst mit seinem sich abzeichnenden Ende in den 1720ern beginnt. Klarer erlaubt die Einordnung des Galanten in die Aufklärung, dem Galanten zukunftsweisende Aspekte zuzugestehen wie den, einen Beitrag beim Aufbau der bürgerlichen Öffentlichkeit geleistet zu haben. Als Alternative wurde diskutiert, dem Zeitraum um 1700 gerade als Phase zwischen den Epochen eigenen Wert zuzuerkennen. Thomas Borgstedt und Andreas Solbach taten dies Im Tagungsband, der dem Galanten als „Kommunikationsideal und Epochenschwelle“ galt. Sylvia Heudecker, Dirk Niefanger und Jörg Wesche, boten alternativ die leicht abwertende Option, die Zeit um 1700 als Orientierungsphase, als Phase der Suche und der Vielfalt der Konzepte zu verbuchen. Den konkurrierenden Einordnungen folgten konkurrierende Analysen, in denen es darum, ging, Texten die Qualitäten für die jeweilige Zuordnung zuzumessen.
Der Problemhorizont erweiterte sich mit den Arbeiten der letzten Jahre. In den 1960ern wurde das zentrale Forschungsziel in der Analyse des typischen Romans und des typischen Gedichts der Epoche anvisiert. Der typische galante Roman sollte am Ende zwischen dem mustergültigen des Barock und dem mustergültigen der Aufklärung verortet werden und im Gegenzug seine Zeit erklären. Hier ist heute eher diskutiert, dass Qualitäten des Galanten in einer kontroversen Diskussion sehr verschiedenen Materialien zuerkannt wurden. Die neue Forschungsfrage ist bei dieser Sicht eher, wann und warum Zeitgenossen das Etikett verwandten, mit welchen Zielen (statt ob sie das korrekt taten, nach einem Stilempfinden, das wir als Forscher entwickeln müssen).
Die Definition einer eigenen Epoche des Galanten weist nach den letzten Arbeiten erhebliche Problemstellen auf: Definitiv wurde das Galante zwischen 1640 und 1740 als Stilkriterium und Mode gehandhabt. Es verband sich dabei mit anderen Bewertungen wie denen der Modernität, der Zivilisation, der Eleganz, der Politesse (respektive englisch „Politeness“), der Natürlichkeit, der Leichtigkeit, der Zierlichkeit. Es errang dabei gleichzeitig gerade keine umfassende Qualität. Bildet man eine Epoche des Galanten für die Zeit um 1700, so tut man dies mit dem Ergebnis, dass sich danach die gesamte kulturelle Produktion um 1700 gegenüber dem Galanten neu verortet: als rückständig (barock) oder zukunftsweisend (aufgeklärt, empfindsam, frühklassisch). Ein Problem ist an dieser Stelle, dass alles, was um 1700 produziert wird, ohne „galant“ zu sein, Epochenstatus verliert. Ein Problem ist im selben Moment, dass heute feste Epochenzuschreibungen demnach zu korrigieren wären: Die zentralen Barockkomponisten von Arcangelo Corelli zu Johann Sebastian Bach sind um 1700 galant wie Christian Thomasius und Anthony Ashley Cooper, der dritte Earl of Shaftesbury, Philosophen, die heute gerade in Abgrenzung vom Barock der Frühaufklärung und der beginnenden Empfindsamkeit zugerechnet werden. Das Plädoyer verlief hier in den letzten Arbeiten aus sehr verschiedenen Gründen dahin, das Galante zwar als Schlagwort der Zeit um 1700 zu untersuchen, den Zeitraum 1640–1740 selbst jedoch nicht über das Galante zu definieren.